# カムウェンゲ県

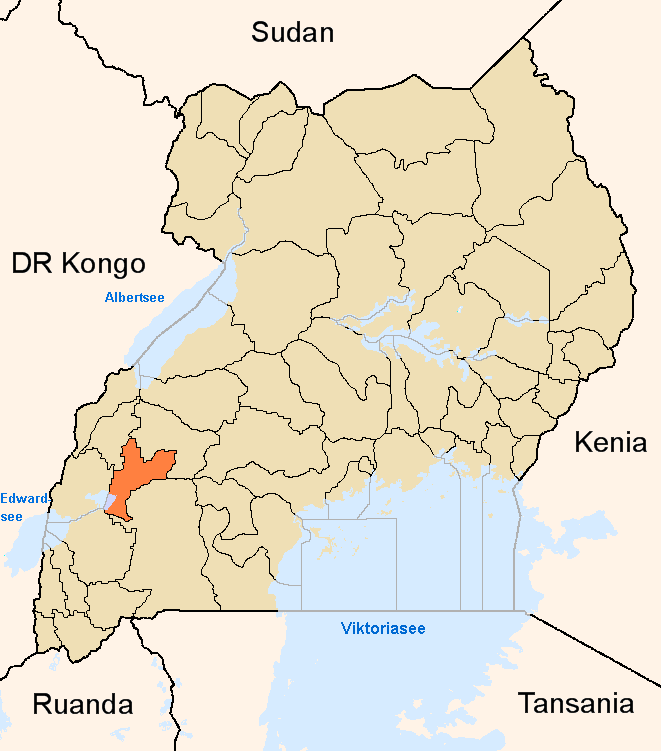
カムウェンゲ県と2001年から2005年の県境

カムウェンゲ県 (カムウェンゲけん、Kamwenge District) はウガンダ西部、トロ王国南部の県。2000年12月20日にカバロレ県から中部のキバレ郡と南部のキタグェンダ郡が分割され設置された。面積は 2,303.26km²で、カムウェンゲTCを含めキバレ郡に7つ、キタグェンダ郡に5つの計12副郡が置かれている。北部のカフンゲにはルワンダ難民のキャンプが置かれた。従来の住民はタグェンダ族とトロ族であったが、キゲジからキガ族の入植が進み人口の半数を占め、同時にフンビラ族も移入した。2002年の国勢調査人口は 263,730人。知事に相当する第5地域議会議長はムシンジェ・エドワード。南西にドゥウェル湖（ジョージ湖）に臨み、北部はキバレ国立公園に指定されている。

## 隣接する県
西にカセセ県、北に同時に分割されたキエンジョジョ県、南東にアンコーレ王国のキルフラ県、イバンダ県、南西にブシェニ県と接する。